# Heptagenia whitingi
Heptagenia whitingi är en dagsländeart som beskrevs av Webb, Mccafferty in Webb, Sun, Mccafferty och Ferris 2007. Heptagenia whitingi ingår i släktet Heptagenia och familjen forsdagsländor. Inga underarter finns listade i Catalogue of Life.